# Polygala comosa
Ружаста кија (лат. Polygala comosa) је биљка која припада породици Polygalaceae. Обично има ружичастољубичасте цветове. Име рода потиче од грчке речи polys, што значи много, као и речи gala, што значи млеко. Придев comosa означава да је биљка веома длакава. 

## Опис
Ружаста кија (лат. Polygala comosa) је вишегодишња биљка са танким, вретенастим кореном и обилно разгранатим надземним делом ризома. Стабљика је усправна и може нарасти до 30 цм. Листови су целих рубова. У доњем делу стабла су усколопатичасти до ланцетасти, обично опадају пре цветања. У горњем делу листови су линеарно-ланцетасти. Цветови се налазе скупљени у гроздастим цвастима од по 15 до 20 цветова. Двополни су и обично ружичастољубичасте, ређе плаве или беле боје. Прашници су покривени длакама. Плод је капсула са семенима. Семе је око 2-2,6 мм дуго, покривено беличастим длакама.

## Распрострањеност и станиште
Ружаста кија  се среће, мада каткад ретко, на сувим ливадама и чистинама сунчаних падина и у светлим шумама. Распрострањена је широм Европе и у југоисточној Азији.

## Рефeренце
1. 1 2 3  Flora Sr Srbije IV Tom Mladen Josifovic, Beograd 1970
2. ↑  https://www.plantea.com.hr/kitnjasti-krestusac/